# Звукоуловлювач-пеленгатор

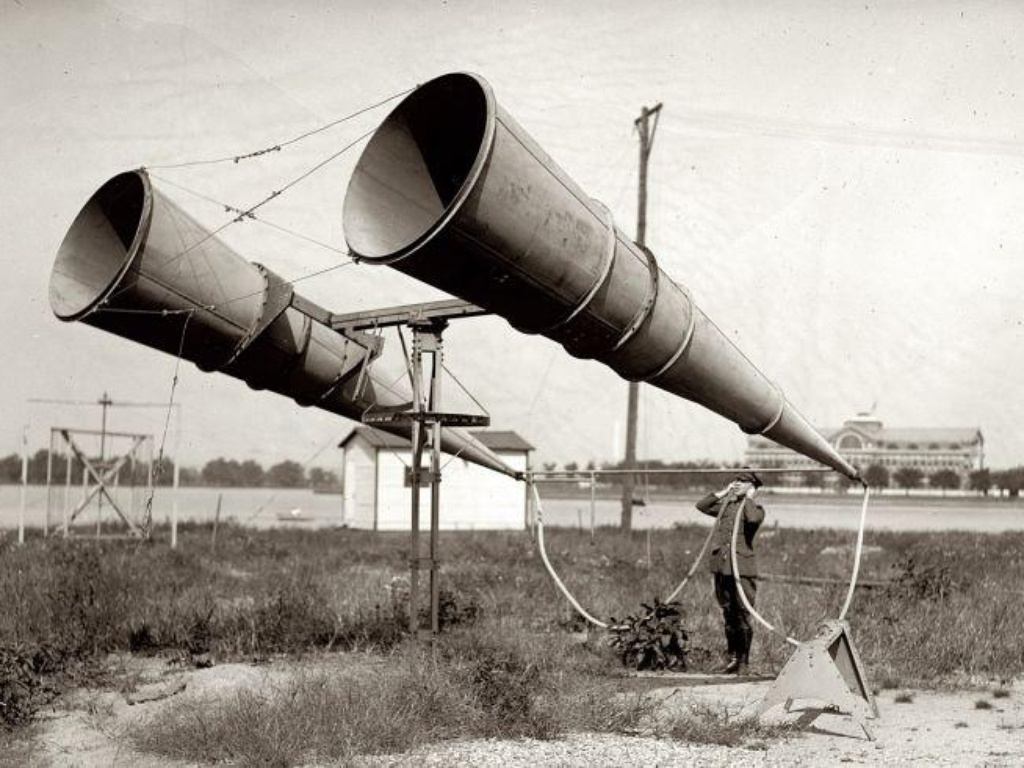
Випробування дворупорного звукопеленгатора на військовій території Боллінг Філлд, поряд із Національним військовим коледжем (на задньому плані), США, Вашингтон, округ Колумбія. 1921 р.

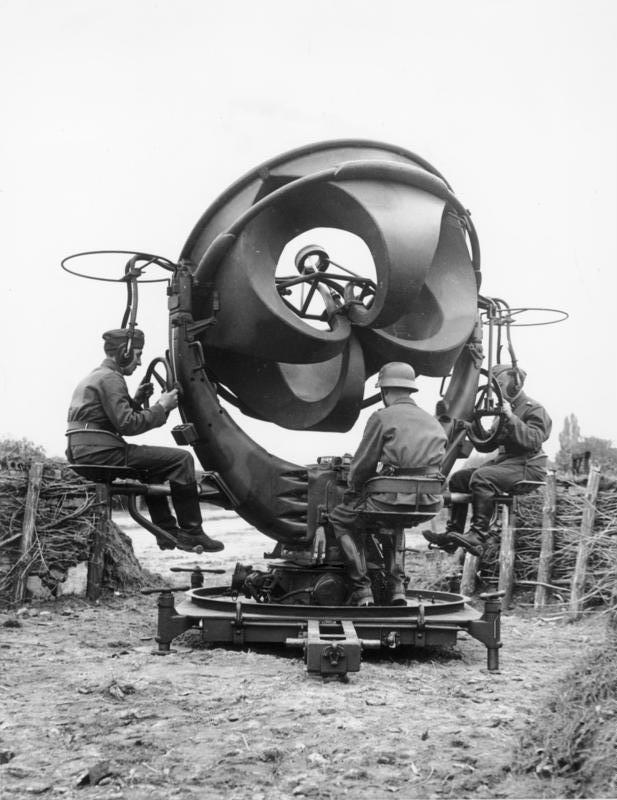
Тренування розрахунку звукопеленгатора ППО вермахту з кільцевим розташуванням акустичних рупорів (RRH), приданого до зенітної гармати великого калібру. Берлін, жовтень 1939

Звуковловлювачі - акустичні пристрої виявлення джерел звуку, а також для визначення пеленгу на джерело звуку (пеленгатори). Під час Першої світової війни були розроблені пристрої військового призначення для визначення пеленгу на ворожі знаряддя. Вони базувались на бинауральному ефекті від звуків, посилені рупорами. Під час Другої світової війни ці пристрої набули широкого поширення в зв'язку з виявленням літаків у хмарну погоду чи вночі. У зв'язку зі збільшенням швидкостей літаків та вдосконаленням радарів, акустичні пеленгатори застаріли та були замінені на радіолокаційні станції. В прожекторних військах звукоуловлювачі-пеленгатори використовувалися в станціях-шукачах (прожекторах), сихронно спряжених зі звукоуловлювачами.